# Kameni
Kameni (ukrainisch Камені; russisch Камени Kameni, polnisch Kamienie) ist ein Dorf in der ukrainischen Oblast Schytomyr mit etwa 200 Einwohnern.
Das erstmals im 18. Jahrhundert erwähnte Dorf liegt am Fluss Hujwa, 27 Kilometer östlich vom Rajonszentrum Berdytschiw und 47 Kilometer südöstlich vom Oblastzentrum Schytomyr entfernt.
Es lag ab 1795 im russischen Gouvernement Wolhynien, war ab 1923 ein Teil der Ukrainischen SSR, seit 1991 dann Teil der heutigen Ukraine.
Am 12. Juni 2020 wurde das Dorf ein Teil der neugegründeten Stadtgemeinde Andruschiwka, bis dahin bildete es zusammen mit den Dörfern Browky Druhi (Бровки Другі) und Scherdeli (Жерделі) die gleichnamige Landratsgemeinde Kameni (Каменівська сільська рада/Kameniwska silska rada) im Süden des Rajons Andruschiwka.
Am 17. Juli 2020 kam es im Zuge einer großen Rajonsreform zum Anschluss des Rajonsgebietes an den Rajon Berdytschiw.